# Старая Шляпина
Старая Шляпина — деревня в Кудымкарском районе Пермского края. Входила в состав Ошибского сельского поселения. Располагается на правом берегу реки Велвы северо-восточнее от города Кудымкара. Расстояние до районного центра составляет 41 км. По данным Всероссийской переписи населения 2010 года, в данной деревне проживало 82 человека (41 мужчина и 41 женщина).

## История
По данным на 1 июля 1963 года, в деревне проживало 102 человека. До конца 1962 года населённый пункт входил в состав Велвинского сельсовета, а в 1963 году деревня вошла в состав Новоселовского сельсовета.